# Andrew Melville

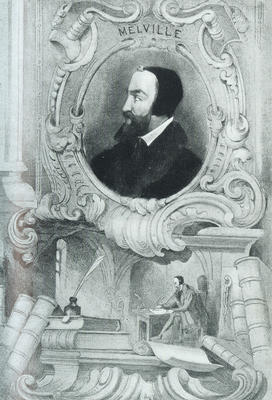
Andrew Melville

Andrew Melville, lateinisch Melvinus (* 1. August 1545 in Baldowie, Angus; † 1622 in Sedan) war ein schottischer Theologe und Religionsführer.

## Leben
Nachdem Melville in Frankreich studiert und 1568 an der Genfer Akademie gelehrt hatte, kehrte er nach sechs Jahren nach Schottland zurück; und wurde dort 1574 Rektor der Universität Glasgow und des St. Mary College der Universität St Andrews (1580). Als Moderator der General Assembly (Synode) der Church of Scotland hatte er Auseinandersetzungen mit dem schottischen König Jakob VI. und musste Schottland 1584 verlassen. Melville kehrte 1585 zurück, erlangte seinen Posten wieder und wurde 1590 Rektor der Universität von St. Andrews. 1606 berief man ihn nach London zu einer Diskussion über die Church of Scotland, verhaftete ihn dort und sperrte ihn vier Jahre für seinen scharfen Angriff auf die Church of England im Tower of London ein. 1611 wurde er als Professor der Theologie an die Akademie Sedan berufen.
Er war für viele Reformen zur Konsolidierung des schottischen Presbyterianismus verantwortlich.